# کوبییه (بروس)
کوبییه (به صربی: Kobilje) یک منطقهٔ مسکونی در صربستان است که در بروس واقع شده‌است. کوبییه ۴۹۶ نفر جمعیت دارد.